# President's Cup 2022
La President's Cup 2022 è stato un torneo di tennis professionistico maschile e femminile. È stata la 16ª edizione del torneo maschile, facente parte della categoria Challenger 80 nell'ambito dell'ATP Challenger Tour 2022, con un montepremi di 53 120 $. È stata invece la 13ª edizione del torneo femminile, facente parte della categoria W60 con un montepremi di 60 000 $. Si è svolto dal 18 al 24 luglio 2022 sui campi in cemento del National Tennis Centre di Astana, in Kazakistan.

## Singolare maschile

### Partecipanti

#### Teste di serie
| Nazionalità | Giocatore          | Ranking* | Testa di serie |
| ----------- | ------------------ | -------- | -------------- |
|             | Roman Safiullin    | 148      | 1              |
| Regno Unito | Jay Clarke         | 160      | 2              |
| Kazakistan  | Dmitrij Popko      | 186      | 3              |
| Kazakistan  | Michail Kukuškin   | 221      | 4              |
| Kazakistan  | Timofej Skatov     | 227      | 5              |
|             | Evgenij Karlovskij | 239      | 6              |
|             | Evgenij Donskoj    | 243      | 7              |
| Ucraina     | Illja Marčenko     | 282      | 8              |

* Ranking all'11 luglio 2022.

### Altri partecipanti
I seguenti giocatori hanno ricevuto una wild card per il tabellone principale:
- Grigoriy Lomakin
- Dostanbek Tashbulatov
- Beibit Zhukayev

Il seguente giocatore è entrato in tabellone con il ranking protetto:
- Rubin Statham

I seguenti giocatori sono passati dalle qualificazioni:
- Yankı Erel
- Dominik Palán
- Hong Seong-chan
- Nam Ji-sung
- Alafia Ayeni
- Ivan Liutarevich

## Campioni

### Singolare maschile
Roman Safiullin ha sconfitto in finale  Denis Yevseyev con il punteggio di 2–6, 6–4, 7–6(2).

### Singolare femminile
Moyuka Uchijima ha sconfitto in finale  Natalija Stevanović con il punteggio di 6–3, 7–6(2).

### Doppio maschile
Nam Ji-sung /  Song Min-kyu hanno sconfitto in finale  Andrew Paulson /  David Poljak con il punteggio di 6–2, 3–6, [10–6].

### Doppio femminile
Mariia Tkacheva /  Anastasia Zolotareva hanno sconfitto in finale  Momoko Kobori /  Moyuka Uchijima con il punteggio di 4–6, 6–1, [10–4].